# Records d'Europe du relais 4 × 100 mètres
Pour un article plus général, voir Records d'Europe d'athlétisme.
Les records d'Europe du relais 4 × 100 mètres sont détenus par l'équipe de Grande-Bretagne (CJ Ujah, Adam Gemili, Danny Talbot, Nethaneel Mitchell-Blake) qui a établi le temps de 37 s 47 en finale des Championnats du monde de 2017, à Londres, et, chez les femmes, par l'équipe de l'Allemagne de l'Est (Silke Gladisch, Sabine Rieger, Ingrid Auerswald et Marlies Göhr) avec le temps de 41 s 37, établi lors de la Coupe du monde 1985 à Canberra. 
Le premier record d'Europe du relais 4 × 100 m masculin homologué par l’IAAF, également record du monde, est celui établi en 1912 par l'équipe d'Allemagne en 42 s 3. L'URSS devient la première équipe continentale à descendre sous la barrière des 40 secondes (39 s 8 en 1956), la France sous celle des 39 secondes (38 s 9 en 1967).

## Hommes
28 records d'Europe masculins ont été homologués par l'IAAF puis par son comité européen, enfin par l'AEA.
| Temps                      | Pays               | Athlètes                                                               | Lieu      | Date               |
| -------------------------- | ------------------ | ---------------------------------------------------------------------- | --------- | ------------------ |
| Chronométrage manuel       |                    |                                                                        |           |                    |
| 42 s 3                     | Allemagne          | Otto Röhr Max Hermann Erwin Kern Richard Rau                           | Stockholm | 8 juillet 1912     |
| 42 s 0                     | Grande-Bretagne    | Harold Abrahams Walter Rangeley Lancelot Royle Wilfred Nichol          | Paris     | 12 juillet 1924    |
| 40 s 8                     | Allemagne          | Arthur Jonath Richard Corts Hubert Houben Helmut Körnig                | Berlin    | 2 septembre 1928   |
| 40 s 8                     | Allemagne          | Helmut Körnig Wilhelm Grosser Alex Natan Horst-Rüdiger Schlöske        | Wrocław   | 22 juillet 1929    |
| 40 s 6                     | Allemagne          | Helmut Körnig Georg Lammers Erich Borchmeyer Arthur Jonath             | Cassel    | 29 juillet 1939    |
| 40 s 1                     | Allemagne          | Erich Borchmeyer Gerd Hornberger Karl Neckermann Jakob Scheuring       | Berlin    | 29 juillet 1939    |
| 40 s 1                     | Italie             | Luigi Gnocchi Vincenzo Lombardo Giovanni Ghiselli Franco Galbiati      | Florence  | 13 octobre 1956    |
| 40 s 0                     | Allemagne          | Lothar Knörzer Manfred Steinbach Leonhard Pohl Manfred Germar          | Cologne   | 14 octobre 1956    |
| 39 s 8                     | Union soviétique   | Boris Tokarev Vladimir Sukharev Leonid Bartenyev Yuri Konovalov        | Melbourne | 1er décembre 1956  |
| 39 s 5                     | Allemagne          | Manfred Steinbach Martin Lauer Heinz Fütterer Manfred Germar           | Cologne   | 29 août 1958       |
| 39 s 5                     | Allemagne          | Bernd Cullmann Armin Hary Walter Mahlendorf Martin Lauer               | Rome      | 7 septembre 1960   |
| 39 s 4                     | Union soviétique   | Edvin Ozolin Leonid Bartenyev Yuri Konovalov Nikolay Politiko          | Moscou    | 15 juillet 1961    |
| 39 s 3                     | France             | Jean-Louis Brugier Bernard Laidebeur Claude Piquemal Jocelyn Delecour  | Paris     | 12 juin 1964       |
| 39 s 2                     | France             | Paul Genevay Bernard Laidebeur Jean-Louis Brugier Jocelyn Delecour     | Annecy    | 18 juillet 1964    |
| 39 s 2                     | Pologne            | Andrzej Zielinski Wiesław Maniak Edward Romanowski Marian Dudziak      | Varsovie  | 7 août 1965        |
| 39 s 2                     | Union soviétique   | Edvin Ozolin Amin Tuyakov Boris Savchuk Nikolay Politiko               | Colombes  | 2 octobre 1965     |
| 39 s 1                     | France             | Marc Berger Jocelyn Delecour Claude Piquemal Roger Bambuck             | Paris     | 7 juin 1967        |
| 38 s 9                     | France             | Marc Berger Jocelyn Delecour Claude Piquemal Roger Bambuck             | Ostrava   | 22 juillet 1967    |
| 38 s 9                     | Allemagne de l'Est | Heinz Erbstösser Hartmut Schelter Peter Haase Harald Eggers            | Mexico    | 19 octobre 1968    |
| 38 s 7                     | Allemagne de l'Est | Heinz Erbstösser Hartmut Schelter Peter Haase Harald Eggers            | Mexico    | 19 octobre 1968    |
| 38 s 4                     | France             | Gérard Fenouil Jocelyn Delecour Claude Piquemal Roger Bambuck          | Mexico    | 20 octobre 1968    |
| Chronométrage électronique |                    |                                                                        |           |                    |
| 38 s 43                    | France             | Gérard Fenouil Jocelyn Delecour Claude Piquemal Roger Bambuck          | Mexico    | 20 octobre 1968    |
| 38 s 42                    | Italie             | Luciano Caravani Giovanni Grazioli Gianfranco Lazzer Pietro Mennea     | Mexico    | 13 septembre 1979  |
| 38 s 19                    | Union soviétique   | Aleksandr Yevgenyev Nikolay Yushmanov Vladimir Muravyov Viktor Bryzhin | Moscou    | 9 juillet 1986     |
| 38 s 02                    | Union soviétique   | Aleksandr Yevgenyev Viktor Bryzhin Vladimir Muravyov Vladimir Krylov   | Rome      | 6 septembre 1987   |
| 37 s 79                    | France             | Max Morinière Daniel Sangouma Jean-Charles Trouabal Bruno Marie-Rose   | Split     | 1er septembre 1990 |
| 37 s 77                    | Grande-Bretagne    | Colin Jackson Tony Jarrett John Regis Linford Christie                 | Stuttgart | 22 août 1993       |
| 37 s 73                    | Grande-Bretagne    | Jason Gardener Darren Campbell Marlon Devonish Dwain Chambers          | Séville   | 29 août 1999       |
| 37 s 47                    | Grande-Bretagne    | CJ Ujah Adam Gemili Danny Talbot Nethaneel Mitchell-Blake              | Londres   | 12 août 2017       |